# Sakété II
Sakété II est un arrondissement du département de plateau au Bénin.

## Géographie
Sakété II est une division administrative sous la juridiction de la commune de Sakété,.

## Démographie
Selon le recensement de la population effectué par l'Institut National de la Statistique Bénin en 2013, Sakété II compte 12777 habitants pour une population masculine de 5990 contre 6790 femmes pour un ménage de 2174 .